# Енисейский ферросплавный завод
Енисейский ферросплавный завод — производственная часть проекта по созданию горно-металлургического комплекса по производству марганцевых ферросплавов, осуществляемого ЗАО «ЧЕК-СУ.ВК» в Восточной Сибири. Строительство и эксплуатация предприятия предполагаются на промышленной площадке завода «Крастяжмаш» в Емельяновском районе Красноярского края (11 км от Красноярска).
Проект входит в Стратегию развития металлургической промышленности России на период до 2020 года, утверждённую Министерством промышленности и торговли Российской Федерации. Строительство завода предусмотрено целевой программой, утверждённой правительством Красноярского края.

## Параметры проекта
Площадкой для строительства Енисейского ферросплавного завода выбраны незадействованные производственные мощности Красноярского завода тяжёлого машиностроения «Крастяжмаш» (ООО «Крастяжмашэнерго») на базе бывших цехов стального литья и подготовки материалов, расположенного на 20-м километре Енисейского тракта в Емельяновском районе Красноярского края (14 км от Красноярска).
Корпуса завода «Крастяжмаш», в которых после реконструкции планируется разместить Енисейский ферросплавный завод, простаивают с 1992 года.
На Енисейском ферросплавном заводе предполагается установить и запустить пять печей РКО-33 МВА. Объём производства первой очереди предприятия по проекту составит до 235 000 тонн марганцевых ферросплавов в год: из них силикомарганца — 115 000 тонн и ферромарганца — 120 000 тонн. Основными потребителями продукции ЕФЗ должны стать российские производители стали.
Согласно расчётам, предприятие после запуска сможет производить до 40 % всех необходимых российской сталелитейной отрасли марганцевых ферросплавов, что позволит значительно снизить зависимость российских металлургических предприятий от импортного сырья.
Проект строительства Енисейского ферросплавного завода предусматривает создание 1420 рабочих мест (первая очередь) со средней оплатой в размере 24 000-32 000 рублей в месяц.
К ноябрю 2011 года налоговые выплаты в бюджет Красноярского края составили 30 млн рублей. После запуска завода планируется ежегодно отчислять в краевую казну около 868 млн рублей.
Проектная документация Енисейского ферросплавного завода была разработана проектным институтом «Сибирский Промстройпроект»(Новокузнецк, Кемеровская обл.). Технология производства разработана специалистами УкрГНТЦ «Энергосталь» (Харьков, Украина). 8 сентября 2011 г. проектная документация Енисейского ферросплавного завода получила положительное заключение № 883-11/ГГЭ-7547/02ФАУ «Главгосэкспертиза России» — организации, уполномоченной проводить государственную экспертизу подобных промышленных объектов, подведомственной Минрегионразвития РФ. По результатам экспертизы установлено, что проектные решения Енисейского ферросплавного завода по охране окружающей среды «соответствуют экологическим требованиям, установленным законодательными актами и нормативными документами Российской Федерации».
Проект реализуется в партнёрстве с Государственной корпорацией «Банк развития и внешнеэкономической деятельности (Внешэкономбанк)», предоставившей ЗАО «ЧЕК-СУ.ВК» кредитную линию на его реализацию.

## Согласование проекта
Проект Енисейского ферросплавного завода согласован с правительством Красноярского края и реализуется на основании договорённостей с краевыми властями, а именно:
- Соглашение о намерениях по реализации проекта создания горно-металлургического комплекса, включающего разработку Усинского месторождения марганцевых руд и строительство металлургического завода в городе Красноярске между Советом администрации Красноярского края, государственной корпорацией «Банк развития и внешнеэкономической деятельности (ВНЕШЭКОНОМБАНК)» и ЗАО «ЧЕК-СУ.ВК»[11] 14.02.2008
- Соглашение о социально-экономическом сотрудничестве между ЗАО «ЧЕК-СУ.ВК» и Правительством Красноярского края от 12.02.2010

В феврале 2008 года между Внешэкономбанком, Советом администрации Красноярского края и ЗАО «ЧЕК-СУ.ВК» было заключено соглашение о взаимодействии по проекту строительства ЕФЗ.
28 июля 2009 года в правительстве Красноярского края состоялось совещание с представителями ЗАО «ЧЕК-СУ.ВК», на котором обсуждалось создание в регионе производства марганцевых ферросплавов. Пресс-служба администрации Красноярского края сообщила, что проект будет реализован на незадействованных производственных мощностях ООО «Крастяжмашэнерго».
В феврале 2010 года ЗАО «ЧЕК-СУ.ВК» и Совет администрации Красноярского края подписали двустороннее соглашение о сотрудничестве по реализации проекта, подтвердив заинтересованность в дальнейшем сотрудничестве.
Февраль 2010 года. Гендиректор «ЧЕК-СУ.ВК» Алексей Суворов и председатель правительства Красноярского края Эдхам Акбулатов подписывают соглашение о социально-экономическом сотрудничестве.
11 октября 2011 года администрация Емельяновского района отказала ЗАО «ЧЕК-СУ.ВК» в выдаче разрешения на строительство ЕФЗ. 28 декабря 2011 года ЗАО «ЧЕК-СУ.ВК», в связи с истечением срока опротестования, направило в Арбитражный суд Красноярского края исковое заявление с требованием отменить решение администрации района и выдать разрешение на строительство.

## Конфликт вокруг проекта строительства ЕФЗ
В сентябре 2011 года ситуация вокруг планирующегося строительства Енисейского ферросплавного завода приобрела признаки публичного конфликта. В преддверии начала кампании по выборам депутатов Госдумы РФ VI созыва и депутатов Законодательного собрания Красноярского края II созыва была организована кампания по мобилизации общественного мнения против строительства, основным участником которой стало движение «Красноярск против».
Официальная история движения гласит: "В середине августа 2011 года сотрудники предприятий, работающих на территории бывшего «Крастяжмаша», заинтересовались, что за работы начаты в ранее пустующих цехах. Узнав о строительстве завода, они рассказали об этом своим ближайшим друзьям. Начался поиск информации об аналогичном производстве, о том, какова степень его вредности, о том, каковы возможные последствия отравления марганцем и его производными. Была открыта группа «Красноярск против» в социальной сети «ВКонтакте», куда и выкладывались найденные сведения.
Был запущен специальный сайт «Красноярск против марганцевого завода ферросплавов» , ставший основным, но не единственным интернет-ресурсом противников завода. Наряду с ним существует сайт «Угроза для человека и природы» . Оба ресурса принадлежат движению «Красноярск против», собирающему денежные средства и мобилизующему сторонников для борьбы против «ядовитого завода».
Возникновение движения «Красноярск против» связывается с тем, что проект Енисейского ферросплавного завода затронул интересы девелоперов и рантье, владеющих недвижимостью в окрестностях Красноярска и активно ведущих освоение земельных участков и строительство коттеджных посёлков в Емельяновском районе Красноярского края.
Есть и другие версии зарождения протестных настроений.
Опираясь на активную поддержку в СМИ, движение «Красноярск против» развернуло массированную кампанию против строительства Енисейского ферросплавного завода, ключевыми событиями которой стало проведение 30 октября 2011 года митинга «„Нет заводу ферросплавов“» в Красноярске, а также сбор подписей с требованием о «прекращении строительства и запрете на ввод в эксплуатацию марганцевого завода ферросплавов в г. Красноярске», который продолжался более трёх месяцев. По информации движения «Красноярск против», за это время было собрано более 181 000 подписей.
Под давлением развёрнутой информационной кампании красноярская власть сделала ряд заявлений с поддержкой противников завода. Так, краевое отделение «Единой России» официально заявило о том, что, благодаря партии, удалось «донести мнение граждан до высшего руководства края и приостановить строительство завода ферросплавов» .
10 ноября 2011 года в Красноярске состоялась сессия краевого Законодательного собрания, в ходе которой все заинтересованные стороны обсудили ситуацию вокруг строительства Енисейского ферросплавного завода. Участие в сессии, в частности, принял руководитель Роспотребнадзора Геннадий Онищенко. В ходе заседания чиновник заявил, что ферросплавный завод в Емельяновском районе может быть построен, но его проект требует доработки. Было принято решение провести публичные слушания в Заксобрании края по теме «Енисейский ферросплавный завод: экологические и экономические аспекты» в феврале 2012 года. Впоследствии Председатель Законодательного собрания Красноярского края (Усс Александр Викторович) прекратил функционирование рабочей группы по рассмотрению вопроса строительства ферросплавного завода и отказался от идеи проведения публичных слушаний.
ЗАО «ЧЕК-СУ.ВК», в свою очередь, согласилось внести необходимые доработки в проект и объявило о том, что готово предусмотреть в проекте Енисейского ферросплавного завода дополнительные меры экологической безопасности. Таким образом, были созданы все предпосылки для проведения дополнительной общественной экологической экспертизы проекта строительства Енисейского ферросплавного завода.
В воскресенье, 1 сентября 2013 года, Владимир Путин по пути с Дальнего Востока в Курган провёл в Красноярске рабочую встречу с губернатором региона Львом Кузнецовым. Глава региона поднял вопрос о строительстве завода, доложил о сложной экологической ситуации в городе и настроении жителей по поводу возможного строительства. После краткого обсуждения Владимир Путин (со слов губернатора Льва Кузнецова) поддержал позицию красноярцев, городских и краевых властей и заявил, что завод в окрестностях Красноярска строиться не будет.